# Older Cazarré
Older Berard Cazarré (Pelotas, 16 de janeiro de 1935 — Rio de Janeiro, 26 de fevereiro de 1992) foi um ator e dublador brasileiro. Conhecido por dublar o carteiro Jaiminho em Chaves.

## Biografia
Sua primeira participação no meio artístico ocorreu quando Older tinha dois anos de idade, ao atuar no filme O Bobo do Rei, em 1937. Começou sua carreira na TV na década de 60 na TV Tupi, onde trabalhou por mais de 20 anos. Além de ator de TV, cinema e teatro, Older trabalhou como diretor na TV e no teatro. Older foi também dublador do personagem Jaiminho Carteiro, do seriado Chaves. Foi contratado pela Rede Globo em 1979. Nos últimos meses antes de morrer, Older trabalhava no programa Escolinha do Professor Raimundo. Era irmão do também ator e dublador Olney Cazarré (falecido no ano anterior, 1991) e filho dos também atores Darcy Cazarré e Dea Selva. Era tio-avô do ator Juliano Cazarré.

## Morte
Morreu em 26 de fevereiro de 1992, aos 57 anos, vítima de uma bala perdida que o atingiu no peito quando ele estava dormindo, de madrugada, em seu apartamento, da ladeira Saint Roman, em Copacabana. O ator chegou a ser socorrido por sua parceira, Lucília Braga, mas morreu a caminho do Hospital Rocha Maia, no bairro de Botafogo. A versão oficial é de que o tiro partiu de traficantes do morro Pavão e do Pavãozinho, mas o perito Mário Bonfatti rejeitou a versão, apontando que o disparo fora efetuado da ladeira, o que indicaria uma troca de tiros entre policiais e traficantes, versão contestada pela polícia.

## Carreira

### Televisão
| Ano       | Título                                 | Emissora   |
| --------- | -------------------------------------- | ---------- |
| 1991      | Estados Anysios de Chico City          | Rede Globo |
| 1990      | Escolinha do Professor Raimundo        | Rede Globo |
| 1990      | Rainha da Sucata Delegacia de Mulheres | Rede Globo |
| 1989      | Que Rei Sou Eu?                        | Rede Globo |
| 1988      | Fera Radical                           | Rede Globo |
| 1987/88   | Bambolê                                | Rede Globo |
| 1987      | Direito de Amar                        | Rede Globo |
| 1986      | Chico Anysio Show                      | Rede Globo |
| 1985      | Tititi                                 | Rede Globo |
| 1982-1984 | Os Trapalhões                          | Rede Globo |
| 1982      | Pic-nic Classe C                       | TV Cultura |
| 1981      | O Amor É Nosso                         | Rede Globo |
| 1979      | Feijão Maravilha                       | Rede Globo |
| 1977      | Cinderela 77                           | Rede Tupi  |
| 1976      | Canção para Isabel                     | Rede Tupi  |
| 1976      | O Julgamento                           | Rede Tupi  |
| 1975      | Vila do Arco                           | Rede Tupi  |
| 1975      | O Sheik de Ipanema                     | Rede Tupi  |
| 1974      | O Machão                               | Rede Tupi  |
| 1973      | O Conde Zebra                          | Rede Tupi  |
| 1972      | Na Idade do Lobo                       | Rede Tupi  |
| 1971      | Hospital                               | Rede Tupi  |

### Cinema
| Ano  | Filme                                      | Papel                          | Notas    |
| ---- | ------------------------------------------ | ------------------------------ | -------- |
| 1986 | Os Trapalhões e o Rei do Futebol           | Seu Mané, o vendedor de pipoca |          |
| 1983 | A Princesa e o Robô                        | Zoiudo                         | Dublagem |
| 1982 | Os Paspalhões em Pinóquio 2000             | —                              |          |
| 1978 | A Mulher que Põe a Pomba no Ar             | —                              |          |
| 1977 | Pintando o Sexo                            | Dr. Nestor                     |          |
| 1976 | O Quarto da Viúva                          | —                              |          |
| 1976 | Guerra é Guerra                            | segmento: Nupicias com Futebol |          |
| 1976 | Passaporte para o Inferno                  | Profeta                        |          |
| 1976 | Eu Faço, Elas Sentem                       | Eu Faço, Elas Sentem           |          |
| 1976 | Quando Elas Querem... e Eles Não           | Pantaleão                      |          |
| 1975 | O Sexualista                               | Cassimiro ("Cacá")             |          |
| 1975 | O Super Manso                              | Neco                           |          |
| 1973 | A Super Fêmea                              | Fotógrafo da agência           |          |
| 1973 | O Detetive Bolacha contra o Gênio do Crime | —                              |          |
| 1970 | Os Maridos Traem... e as Mulheres Subtraem | Empresário                     |          |
| 1965 | O Homem das Encrencas                      | —                              |          |
| 1958 | Chico Fumaça                               | Cabo eleitoral                 |          |
| 1956 | Com Água na Boca                           | Mendigo                        |          |
| 1956 | Sai de Baixo                               | —                              |          |
| 1956 | Samba na Vila                              | —                              |          |
| 1949 | Não me Diga Adeus                          | —                              |          |
| 1948 | Mãe                                        | —                              |          |
| 1939 | Anastácio                                  | —                              |          |
| 1937 | O Bobo do Rei                              | —                              |          |